# Liste der Kulturdenkmale in Fermersleben
In der Liste der Kulturdenkmale in Fermersleben sind alle Kulturdenkmale des zur Stadt Magdeburg gehörenden Stadtteils Fermersleben aufgelistet. Grundlage ist das Denkmalverzeichnis des Landes Sachsen-Anhalt, das auf Basis des Denkmalschutzgesetzes vom 21. Oktober 1991 erstellt und seither laufend ergänzt wurde (Stand: 25. Februar 2015). 

## Denkmale
| Lage                                                                         | Bezeichnung                  | Beschreibung | Erfassungs- nummer | Ausweisungsart | Bild                         |
| ---------------------------------------------------------------------------- | ---------------------------- | --- | ------------------ | -------------- | ---------------------------- |
| Alt Fermersleben 11, 12, 12a–b, Felgeleber Straße 1–6, 8, 10, 12, 14 (Karte) | Siedlung Fermersleben        | Siedlung | 094 18252          | Denkmalbereich | Siedlung Fermersleben        |
| Alt Fermersleben 41 (Karte)                                                  | Wohnhaus Alt Fermersleben 41 | Wohnhaus | 094 71205          | Baudenkmal     | Wohnhaus Alt Fermersleben 41 |
| Alt Fermersleben 43 (Karte)                                                  | Wohnhaus Alt Fermersleben 43 | Wohnhaus | 094 71456          | Baudenkmal     | Wohnhaus Alt Fermersleben 43 |
| Alt Fermersleben, Ecke Friedrich-List-Straße (Karte)                         | Kriegerdenkmal Fermersleben  | Das Kriegerdenkmal befindet sich auf dem ehemaligen Friedhof, Ecke Friedrich-List-Straße. | 094 82627          | Baudenkmal     | Kriegerdenkmal Fermersleben  |
| Herbartstraße 16 (Karte)                                                     | Grundschule Fermersleben     | Die ehemalige Schule wurde in fünf Bauabschnitten von 1889 bis 1911 erbaut. Sie ist als Doppelschule angelegt worden, eine für Knaben, eine für Mädchen. Es ist ein zweigeschossiger Ziegelbau mit einem Bruchsteinsockel. Das Dach ist ein Mansarddach und ein Satteldach, je nach Bauabschnitt. Gemäß der Trennung in zwei Schulen gibt es zwei Treppenhäuser. | 094 71418          | Baudenkmal     | Weitere Bilder               |
| Mansfelder Straße 20 (Karte)                                                 | Mahrenholzhof                | Der Bauernhof mit mittelalterlichem Wohnturm wurde im 13./14. Jahrhundert erbaut. Das Wohnhaus ist aus barocker Zeit, weitere Teile des Bauernhofes sind nicht erhalten. | 094 17781          | Baudenkmal     | Mahrenholzhof                |
| Mansfelder Straße 28 (Karte)                                                 | Martin-Gallus-Kirche         | Die evangelische Kirche ist laut einer Inschrift im Jahre 1657 erbaut worden. Martin Gallus (eigentlich Martin Hahn, Gallus ist das lateinische Wort für Hahn) war der reformatorische Prediger der Gemeinden Buckau und Fermersleben, die Kirche wurde 1928 nach ihm benannt. Es ist eine Fachwerkkirche mit einem rechteckigen Turm. Der Westturm ist aus Bruchstein erbaut worden, wahrscheinlich wurde Material eines Vorgängerbaues verwendet. In der Friedhofsmauer befinden sich alte Grabplatten aus dem 17. und 18. Jahrhundert. | 094 06299          | Baudenkmal     | Weitere Bilder               |

## Ehemalige Denkmale
| Lage                     | Bezeichnung             | Beschreibung                                                                                   | Erfassungs- nummer | Ausweisungsart | Bild |
| ------------------------ | ----------------------- | ---------------------------------------------------------------------------------------------- | ------------------ | -------------- | ---- |
| Alt Fermersleben (Karte) | Steinkreuz Fermersleben | historisches Steinkreuz, 1920/21 bei Verbreiterung der Straße entfernt und vermutlich zerstört |                    |                | BW   |

## Legende
In den Spalten befinden sich folgende Informationen:
- Lage: Nennt den Straßennamen und wenn vorhanden die Hausnummer des Kulturdenkmals. Die Grundsortierung der Liste erfolgt nach dieser Adresse. Der Link „Karte“ führt zu verschiedenen Kartendarstellungen und nennt die geographischen Koordinaten.
Link zu einem Kartenansichtstool, um Koordinaten zu setzen. In der Kartenansicht sind Baudenkmale ohne Koordinaten mit einem roten bzw. orangen Marker dargestellt und können in der Karte gesetzt werden. Baudenkmale ohne Bild sind mit einem blauen bzw. roten Marker gekennzeichnet, Baudenkmale mit Bild mit einem grünen bzw. orangen Marker.
- Offizielle Bezeichnung: Nennt den Namen, die Bezeichnung oder zumindest die Art des Kulturdenkmals und verlinkt, soweit vorhanden, auf den Artikel zum Objekt.
- Beschreibung: Nennt bauliche und geschichtliche Einzelheiten des Kulturdenkmals, vorzugsweise die Denkmaleigenschaften.
- Erfassungsnummer: Für jedes Kulturdenkmal wird in Sachsen-Anhalt eine 20stellige Erfassungsnummer vergeben. Die letzten zwölf Ziffern werden für die Untergliederung nach Teilobjekten genutzt und werden nur angegeben, soweit vergeben. In dieser Spalte kann sich folgendes Icon  befinden, dies führt zu Angaben zu diesem Baudenkmal bei Wikidata.
- Ausweisungsart: Die Einordnung des Denkmales nach § 2 Abs. 2 DenkmSchG LSA
- Bild: Ein Bild des Denkmales, und gegebenenfalls einen Link zu weiteren Fotos des Kulturdenkmals im Medienarchiv Wikimedia Commons. Wenn man auf das Kamerasymbol klickt, können Fotos zu Kulturdenkmalen aus dieser Liste hochgeladen werden: